# Chelsea Manning
Chelsea Manning (født Bradley Manning, 17. december 1987 i Crescent, Oklahoma, USA) er en amerikansk soldat og whistleblower, der i 2010 blev anklaget for at have lækket fortrolig information. Information der menes at være givet til WikiLeaks.
Chelsea Manning sprang efter spionagedommen i 2010 ud som transkønnet kvinde. Den tidligere præsident, Barack Obama, forkortede hendes 35 år lange fængselsstraf, som en af sine sidste gerninger i Det Hvide Hus. Hun blev løsladt den 17. maj 2017.

## Karriere og ulovlig distribution af dokumenter tilhørende USA
Manning var udstationeret ved en hærenhed nær Bagdad, hvor hun havde adgang til databaser, der blev brugt af USA's myndigheder til, at sende klassificeret information. Hun blev anholdt efter hackeren Adrian Lamo, havde fortalt FBI, at Manning overfor ham, i online chats, havde fortalt at hun havde downloadet materiale fra disse databaser og videregivet det til WikiLeaks. Indeholdt i materialet var videoen af Luftangrebet i Bagdad den 12. juli 2007 og en video af Luftangrebet på Garani i Afghanistan i 2009, 250.000 dokumenter fra amerikanske ambassader, samt 500.000 hærrapporter, der senere blev kendt som henholdsvis Krigsdagbøgerne fra Irak og Krigsdagbøgerne fra Afghanistan. Samlet set var det det største antal fortrolige dokumenter, der nogensinde er lækket til offentligheden. Meget af det blev efterfølgende publiceret af WikiLeaks eller deres mediepartnere mellem april og november 2010.
Chelsea Manning har siden 2015 været fast debattør hos avisen The Guardian.

## Retssag, dom og forventet løsladelse
Den endelige anklage lød på 22 forbrydelser, heriblandt videregivelse af national forsvarsinformation til en uautoriseret kilde og hjælp til fjenden.
Den 21. august 2013 blev hun idømt 35 års fængsel og at blive afskediget i unåde fra USA's hær. Hun blev blandt andet dømt for spionage.
Den amerikanske filminstruktør Michael Moore og den amerikanske akademiker Daniel Ellsberg dannede sammen en forening, der søgte at få Manning løsladt.
Hun er pr. 2017 fængslet i et militært fængsel i Kansas i USA.
Få dage inden han fratrådte som præsident i USA har Barack Obama benådet Chelsea Manning, som derfor kunne skære 28 år af sin straf. Hun blev løsladt den 17. maj 2017.

## Kønsskifte
Dagen efter domfældelsen sprang Manning ud som kvinde, og ændrede fornavn til Chelsea. Den amerikanske hær har registreret det nye navn, men betragter fortsat Manning som en mand.
I april 2015 lagde Amnesty International et brev fra Manning online, hvor hun oplyser følgende:
Jeg er endelig begyndt med hormonbehandling. Det har været sådan en fantastisk lettelse for min krop og hjerne til endelig kommet på linje med hinanden. Mine stress- og angstniveauer er faldet ganske betragteligt. Samlet set er tingene begyndt at ske.

## Politisk karriere
Efter løsladelsen i 2017, har Chelsea Manning indgivet sit kandidatur som Senator for Demokraterne i delstaten Maryland.